# DP-64
El DP-64 Nepryadva es un lanzagranadas especial ruso de dos cañones superpuestos y diseñado para proteger barcos, muelles, construcciones portuarias y otras instalaciones costeras del ataque de buzos militares y Fuerzas Especiales navales.

## Descripción
El arma es de retrocarga y funciona como una gran escopeta de dos cañones cuyos cañones basculan lateralmente, utilizando su alza y punto de mira para disparos directos e indirectos. El arma puede lanzar granadas indirectamente a un alcance de hasta 400 m; sin embargo, estas granadas actúan como pequeñas cargas de profundidad, atacando a los buzos sumergidos del mismo modo que las cargas de profundidad contra los submarinos. Su gran culata de polímero y sus cañones le añaden volumen al arma. Los cañones son seleccionados al girar una palanca ubicada sobre el guardamonte. Tiene una empuñadura frontal para apoyo que no está alineada con el pistolete y el gatillo, ofreciendo un agarre más natural cuando se dispara indirectamente. La culata está equipada con una cantonera de caucho acolchado para disminuir el retroceso. También se ofrecen mecanismos de puntería para disparos directos desde un helicóptero, permitiendo así patrullar y proteger grandes áreas de buzos militares enemigos.

## Desarrollo
El DP-64 fue desarrollado en 1989 y entró en servicio en 1990.
Este lanzagranadas está siendo producido en serie, dijo Pavel Sidorov, representante de NPO Bazalt, el diseñador del DP-64, en la Exposición Internacional de Defensa (IDEX) 2015 de Abu Dhabi. Sidorov dijo que la compañía recibió una gran orden del Ministerio de Defensa de Rusia para esta arma. Anteriormente, el DP-64 solamente se fabricó en pequeñas cantidades para la Guardia Costera rusa, el Servicio Federal de Seguridad y unas cuantas unidades de la Infantería Naval.

## Munición
45 x 55 R
- Calibre:  45 mm
- Longitud:  303 mm
- Longitud de la granada:  248 mm
- Longitud del casquillo:  55 mm
- Peso:  0,65 kg
- Tipo de casquillo:  con pestaña, base separable
- Temperatura operativa:  +/- 50 °C
- Variantes-
- FG-45 (ФГ-45) Fragmentación [con un radio de detonación de 14 m, a 40 m de profundidad]
- SG-45 (СГ-45) Bengala Flotante (roja) [con una duración de ~50 segundos]
- UG-45 (YГ-45) HE/Aturdidora

## Usuarios
- Rusia[5]